# Боротьба на літніх Олімпійських іграх 1896
Змагання з боротьби в рамках перших сучасних літніх Олімпійських ігор пройшли 10 та 11 квітня 1896 року. Було розіграно медалі лише в одній дисципліні та без жодних обмежень спортсменів за вагою. Також на цих змаганнях не було точних і затверджених правил, а час поєдинків ніяк не обмежувався. Хоча й вважалось, що турнір проходить у греко-римському стилі, але спортсменам все ж дозволялось хапати один одного за ноги.
За організацію змагань відповідав Підкомітет з боротьби та гімнастики. Всього взяло участь 5 спортсменів з чотирьох країн.

## Представництва країн
Загалом у змаганнях взяло участь 5 атлетів з 4 країн світу:
- Велика Британія (1)
- Греція (2)
- Німеччина (1)
- Угорщина (1)

## Медалі
Міжнародний олімпійський комітет призначив ці медалі спортсменам вже згодом, оскільки на той час переможці отримували у винагороду срібні медалі, а наступні місця не одержували нагород зовсім.
| Дисципліна                                        | Золото           | Срібло               | Бронза                     |
| ------------------------------------------------- | ---------------- | -------------------- | -------------------------- |
| Греко-римська боротьба, без ліміту ваги, чоловіки | Карл Шуман (GER) | Георгіос Цитас (GRE) | Стефанос Хрістопулос (GRE) |

## Залікова таблиця
(Жирним виділено найбільшу кількість медалей певного ґатунку.)
| Місце | Країна    | Золото | Срібло | Бронза | Загалом |
| ----- | --------- | ------ | ------ | ------ | ------- |
| 1     | Німеччина | 1      | 0      | 0      | 1       |
| 2     | Греція    | 0      | 1      | 1      | 2       |